# Saint-Maur-sur-le-Loir

Saint-Maur-sur-le-Loir este o comună în departamentul Eure-et-Loir, Franța. În 1 ianuarie 2022 avea o populație de 405 de locuitori.